# زاوية ايفران (واد إفران)
زاوية ايفران هي إحدى مشيخات المملكة المغربية، تتبع جغرافيا لإقليم إفران وإداريًا لواد إفران. يقدر عدد سكانها بـ 1279 نسمة حسب الإحصاء الرسمي للسكان والسكنى لسنة 2004.